# Ehud Olmert
Ehud Olmert (in ebraico אהוד אולמרט‎? ; Binyamina, 30 settembre 1945) è un politico israeliano.
Ha ricoperto la carica di primo ministro di Israele dal 4 maggio 2006 al 31 marzo 2009. In precedenza Olmert era stato vice primo ministro, ministro delle finanze e ministro dell'industria del governo presieduto da Ariel Sharon, nonché sindaco di Gerusalemme.

## Biografia

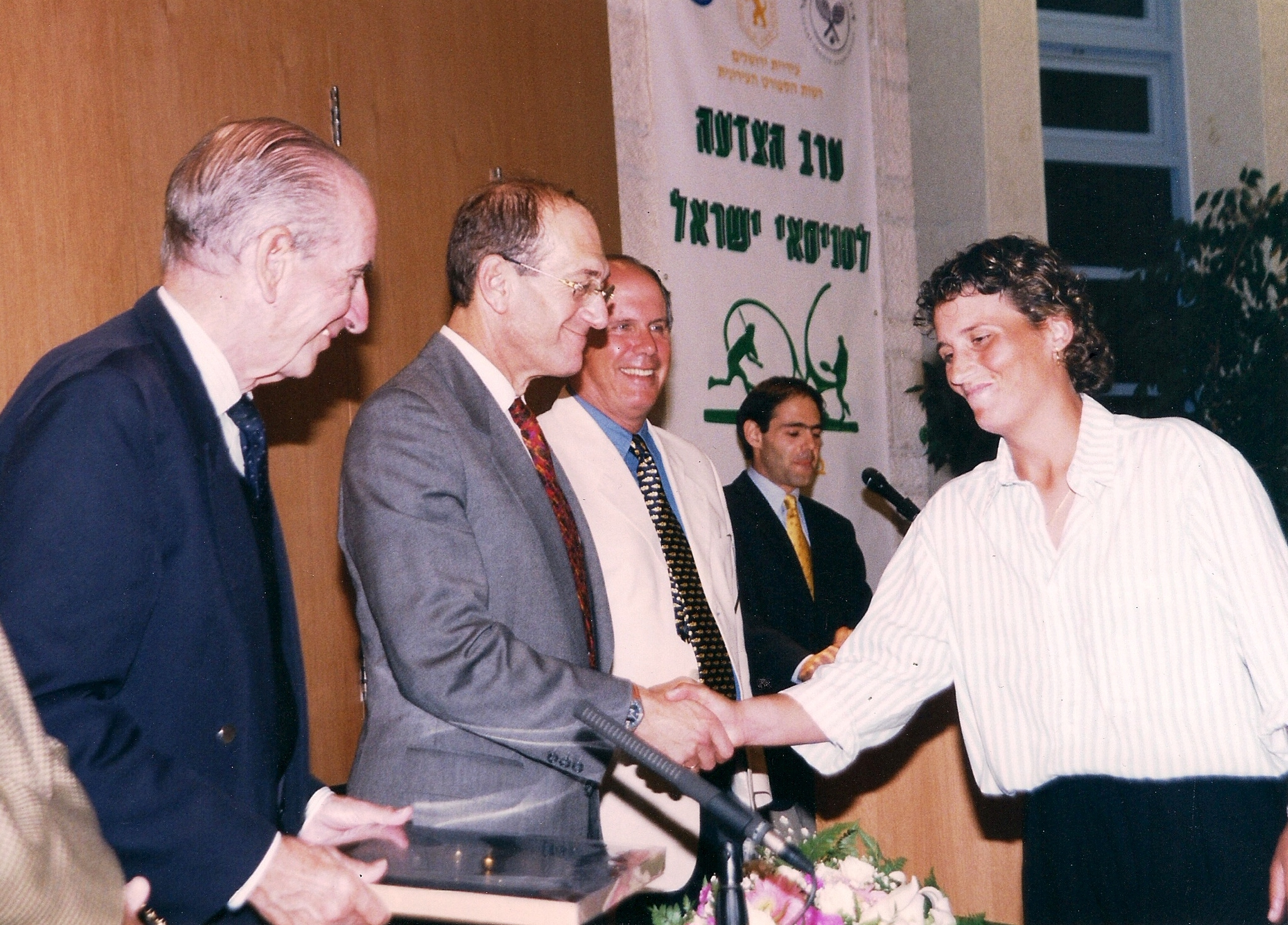
La tennista israeliana Ilana Berger selezionata come "The Jubilee Tennis Player", mentre riceve il premio dal sindaco di Gerusalemme Ehud Olmert, ottobre 1998.

Dopo una laurea in psicologia, filosofia e giurisprudenza conseguita presso la l'Università Ebraica di Gerusalemme si dedicò per un breve periodo all'attività legale per entrare in politica molto giovane. Eletto per otto volte, la prima nel 1973, nella Knesset ha svolto incarichi di governo importanti anche nelle precedenti legislature. È del 1988 il suo primo incarico ministeriale come ministro senza portafoglio ed in seguito, dal 1990 al 1992 come ministro della salute.
Dal 1993 al 2003 ricopre l'incarico di sindaco di Gerusalemme, lasciando l'incarico per entrare a far parte del governo di Sharon dove ha ricoperto l'incarico di ministro dell'industria. In seguito alla crisi politica sorta all'interno del Likud dopo il ritiro da Gaza Ehud Olmert ha rimpiazzato alle finanze il dimissionario Benjamin Netanyahu. In data 4 gennaio 2006, a causa della malattia di Sharon, diviene primo ministro ad interim e diventa il leader del partito centrista Kadima, che conduce alla conquista della maggioranza relativa nelle elezioni del 28 marzo 2006.
In data 6 aprile 2006 Ehud Olmert ha ricevuto l'incarico di formare il nuovo governo israeliano, che riceverà l'approvazione anche del Partito Laburista. Il 4 maggio 2006 dopo che il suo governo, formato dal Kadima, Partito Laburista, dal Shas e dal partito dei pensionati ha ottenuto la fiducia, ha potuto insediarsi come primo ministro. Nel maggio del 2007, a seguito dei risultati della Commissione israeliana d'indagine presieduta dall'ex-giudice della Corte Suprema, Eliahu Winograd, la signora Tzipi Livni, ministro degli esteri, ha chiesto esplicitamente il 1º maggio le dimissioni di Olmert, già indagato per corruzione quando era sindaco di Gerusalemme.
Nelle 171 pagine della relazione - nominata per indagare sul comportamento israeliano nel corso del suo terzo intervento armato sul territorio libanese ed, in particolare nel Sud-Libano, fortemente ed efficacemente contrastato qui dalle milizie sciite di Hezbollah - venivano additati come responsabili tre importanti esponenti dell'esecutivo e dell'esercito: Ehud Olmert, il ministro laburista della difesa Amir Peretz e il capo di stato maggiore, generale Dan Halutz. Al primo ministro veniva rimproverata un'azione condotta "senza ponderazione, senso di responsabilità e prudenza", mentre Peretz veniva definito "inesperto e poco informato". Halutz infine si diceva avesse "reagito in modo impulsivo", denotando una sensibile mancanza di professionalità.
La Commissione Winograd rivelava inoltre che la decisione di un intervento militare nel Sud del Libano, per reagire al sequestro di due militari israeliani, sarebbe maturata in poco più di un paio di ore, affermando che tale decisione contrastava con la strategia fino ad allora seguita dallo Stato ebraico in simili circostanze. La risposta di Olmert alla richiesta della Livni fu quella della sua ferma volontà di restare al suo posto e a nulla sembrò approdare una vasta manifestazione di centomila cittadini israeliani che ne sollecitarono il 3 maggio a Tel Aviv le dimissioni, segno della credibilità dei sondaggi che parlavano di un crollo della popolarità del primo ministro.
Il 29 ottobre 2007, nel corso di una conferenza stampa, ha annunciato di essere affetto da tumore alla prostata, che tuttavia non è di gravità tale da pregiudicare la sua attività politica. Nel 2008 Olmert è al centro di uno scandalo politico nel quale viene indagato per corruzione, viene ascoltato più volte dai magistrati e nel luglio 2008 annuncia che lascerà la carica il 17 settembre, dopo che il suo partito, Kadima, avrà eletto il nuovo leader. Colpiscono per notevole dignità e senso dello Stato le parole di uno dei suoi ultimi discorsi pronunciati prima delle dimissioni:
Se devo scegliere fra me, la consapevolezza di essere innocente, ed il fatto che restando al mio posto possa mettere in grave imbarazzo il Paese che amo e che ho l'onore di rappresentare, non ho dubbi: mi faccio da parte perché anche il primo ministro dev'essere giudicato come gli altri.
Dimostrerò che le accuse di corruzione sono infondate da cittadino qualunque. Errori ne ho commessi e me ne pento. Per la carica che occupo ero consapevole di poter finire al centro di attacchi feroci. Ma nel mio caso si è passata la misura.»
(Ehud Olmert.)
Nello stesso periodo si hanno notizie di un ritorno delle trattative con la Siria sulla questione delle alture del Golan. Queste trattative sono inizialmente indirette (ossia non c'è mai stato un faccia a faccia con il presidente siriano) e mediate dal premier turco Recep Tayyip Erdoğan. Voci dicono che Olmert sia disposto a cedere quei territori alla Siria se quest'ultima smettesse di appoggiare i gruppi Hezbollah ed Hamas e tagliasse i legami con l'Iran. Oltre a questo Olmert si dice disposto ad avviare le trattative con il Libano riguardo alle fattorie di Sheb'a.
Molti sostengono che queste trattative con i grandi nemici di Israele da parte del primo ministro non abbiano come obiettivo la pace ma semplicemente riottenere il consenso sia dei cittadini che del mondo politico israeliano e spostare l'attenzione dai suoi guai con la giustizia. Il 21 settembre 2008 ha rassegnato le proprie dimissioni da primo ministro. Dopo l'impossibilità per Tzipi Livni di creare un nuovo governo, Olmert dà l'avvio con il suo governo alle operazioni militari iniziate il 27 dicembre 2008 contro Hamas, denominate operazione Piombo fuso, da cui conseguirà l'invasione terrestre di Gaza.
Il 30 marzo del 2015, con verdetto di secondo grado, rovesciando la precedente sentenza di assoluzione, Olmert è stato giudicato colpevole di frode ed abuso di fiducia (breach of trust) nell'affare Talansky.
Il 25 maggio 2015 viene condannato a 8 mesi di carcere per corruzione aggravata.